# 機動警備隊
機動警備隊（きどうけいびたい、英語: Mobile Security Deployments, MSD）は、アメリカ合衆国国務省外交保安局（DSS）内に編成されている小規模で専門的な戦術部隊である。
米国大使館や領事館に対する警備支援を行い、国務長官や国内を含む他の米国政府高官、米国訪問中の外国政府要人の保護、そして、米国大使館や領事館での警備訓練を行っている。
活動の大部分は海外で行われているため、米国内で行われているのは10％にしか過ぎない。1985年に編成され、2002年頃に機動警備部門（Mobile Security Division）から機動警備隊へと改称された。

## 概要
MSDは特殊な訓練を受けた特別な係官で構成され、通常、外部からの支援がほとんどない、脅威の高い環境で活動する。
主な任務は、海外、特にアメリカ大使館や領事館にいる連邦政府要人の保護である。誘拐やテロとの戦いも任務の一部であり、危機的な状況にある地域での米国市民の保護や退避、外国での職員の訓練も行っている。
MSDはまた、脅威の高い、あるいは注目度の高い保護任務において、他のDSSエージェントの増援に回ることもあります。
MSDはバージニア州ダンローリングを拠点とし、本部部門と戦術医療スタッフ、訓練担当幹部、後方支援スタッフ、および各チーム6人の要員からなる13の作戦チームで構成されている。
チームの主な任務は次の3つである：
- 機動訓練チーム（Mobile Training Teams、MTT）：大使館や領事館に常駐する法執行要員や、アメリカ海兵隊保安警護隊（MSG）、および選抜された外国人職員向けに講習会を開催している。
- 警備支援チーム（Security Support Teams、SST）：報復等を目的とした米国大使館への攻撃や外交官に対する脅威に対応するために訓練されているチーム。SSTは、アメリカ合衆国国務省の職員や施設の安全を強化・確保したり、必要に応じて脱出を支援したりするために、国際的な危機や脅威に短期間で対応する。
- 戦術支援チーム（Tactical Support Teams、TST）：1990年代に設立され、通常、国務長官のような知名度の高い警護対象者を担当する警護部隊を支援する重武装反撃部隊として配置される。TSTは通常、そのような警護部隊を裏方として支える。

MSDは、シークレットサービスや、アメリカ海兵隊の反テロ艦隊警備チーム、連邦捜査局、国内外の現地の法執行機関など、他の政府機関と緊密な協力体制を敷いている。

## 選抜と訓練

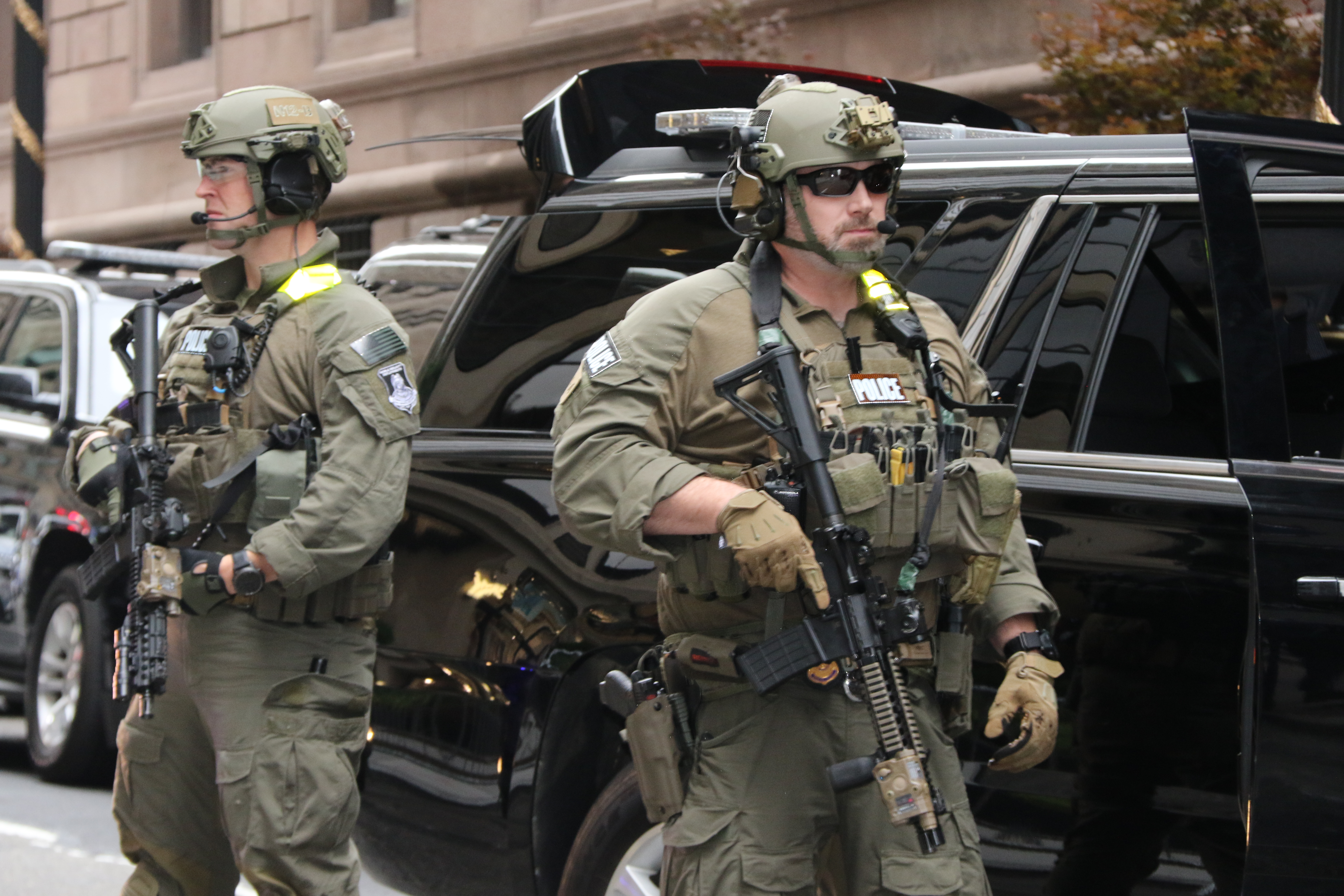
2018年に、ニューヨークでマイク・ポンペオ国務長官を警護したMSD

MSD隊員は、自発的にこの専門部隊への参加を希望するDSSエージェントの中から選抜される。ただし、希望するエージェントには、一般的なDSS要員よりも厳しい射撃基準を維持していることが期待されている。
最初に人物評価から始まり、6カ月のトレーニング期間が、北バージニアとウエストバージニア州の外交保安トレーニングセンター（Diplomatic Security Training Center、DSTC）とその周辺で行われる。
カリキュラムは、高度な武器の取り扱いと近接戦闘（Close Quarters Battle、CQB）戦術、対テロ仕様オフロード車両の運転、高度なナビゲーション、精密射撃、応急処置、軍事戦術を基本にして組み立てられている。
訓練におけるクライマックスは、手の込んだ拘束と身辺警護の模擬訓練である。
MSDでの3年間の活動期間中も、隊員たちはDSスクールや全米各地の特殊戦術学校で訓練を続けている。また、MSDはアメリカ合衆国国務省とアメリカ軍が共同して活動する多くの場所で相互運用性を確保するための合同軍事演習にも参加している。
MSD隊員たちは自身のMSD活動期間を終えると、米国内および海外のDSSの拠点に戻り、元のDSSエージェントへと復帰する。

## 航空能力
MSDはヘリコプターの運用訓練を行っているが、独自の航空機は所有していない。そのため、米国国務省が世界各地で契約し展開している航空会社や、一部の地域では米軍の航空部隊を利用している。

## 装備品
MSDの服装や武器、通信機器は常に最新最高水準のものである。MSDの制服は任務に合わせて、Crye Precisionなどの戦闘服・制服（battle dress, uniform；BDU）や目立たない服装で構成される場合があるが、SSTやMTT任務ではそのような私服がより一般的に利用される。
MSD隊員たちは、高度な戦闘用ヘルメットやOakleys製などの防弾保護メガネ、ボディーアーマー、ガスマスク、ヘッドフォン付き無線トランシーバー、戦術的救急キット、防弾ベスト、各種水分補給システム、現行世代の暗視ゴーグル、Garmin 60cxなどのGPS携帯端末、その他の位置情報装置などを使用している。
MSD隊員たちは、他の機関や軍の部隊との相互運用性を維持するために、軍やDSSの通信システムを最新のものにしている。
2009年からは、中東での経験をもとに、装備のアップグレードを行っている。

## 武器

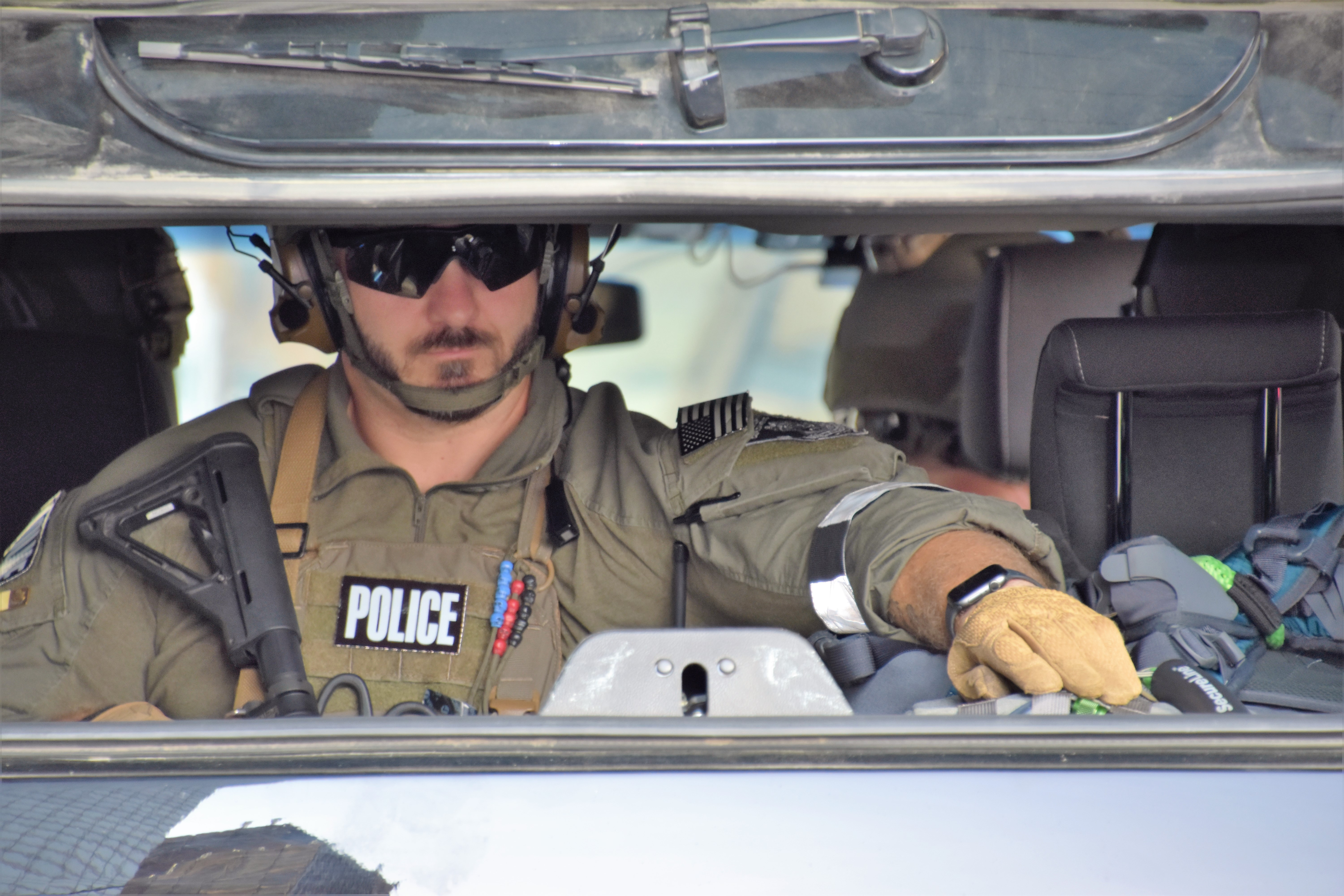
2019年、ニューヨークでマイク・ポンペオ国務長官を警護する車列のMSD隊員

MSDの主力ライフルは、en:Aimpoint T-1 MicroコンバットオプティックとAN/PEQ-15 ATPIALを装着したMk18タイプ2カービンである。また、コルト社製のサブマシンガン、さまざまなH&K MP5サブマシンガンのバージョン違い、レミントンM870ショットガンの使用も許可され、サイドアームにはシグ・ザウアー社製やグロック、ベレッタ社製の拳銃が指定されている。
MSD隊員たちは、M249軽機関銃やM240機関銃、ブローニングM2重機関銃といった機関銃類や、M203やMk19 自動擲弾銃などのグレネードランチャ―、Mk11 Mod 1やMK 12 SPRなどの精密射撃ライフルを含む米軍が所有する銃火器の使用と装備についての訓練を受けている。
また、MSD隊員たちは、OCガス（トウガラシスプレー）や特殊警棒、スタングレネードなど、殺傷能力の低い武器も使用できるように訓練を受けている。

## 任務履歴
外交保安部のMSD隊員たちは、ボスニアとリベリアで米国在外公館の保護とテロリストの逮捕に従事し、1996年にサウジアラビアのダーランにあるアメリカ陸軍兵舎で起きた爆弾テロ事件の捜査や、1998年にタンザニアとケニアで起きたに米国大使館爆破事件にも携わった。
最近の任務では、イラクやアフガニスタン、ハイチ、パキスタン、ジャマイカでの活動や、メキシコなど他の様々な国におけるMTTの実施活動が確認されている。
2019年5月16日、ベネズエラ暫定大統領のフアン・グアイドの要請により、複数のチームのエージェントがワシントンDCのベネズエラ大使館に入り、暫定政府の入居を阻止するために37日間も大使館内にバリケードを築いていた米国人たちを排除した。